# 田中玉公馆
田中玉公馆是田中玉设在家乡山海关的私人住宅，位于河北省秦皇岛市山海关区关城内西大街北侧。

## 历史
田中玉公馆始建于1920年，采用青砖灰瓦，为仿欧式建筑，共三层，其中底层为半地下。该公馆建筑面积302.4平方米，是山海关境内现存唯一一座民国时期仿欧式代表性建筑。
田中玉逝世后，该公馆曾先后被日本宪兵队、国民党党部占用。中华人民共和国成立后，被中共山海关市委占用。后来该建筑又先后成为农药厂、印刷厂、学校办公室。2003年8月，该建筑改归山海关区文物局。